# Sollicitatiegesprek
Een sollicitatiegesprek is een gesprek in het kader van een sollicitatie, tussen een sollicitant en een of meer vertegenwoordigers van het bedrijf dat een vacature heeft. Bij sollicitatiegesprekken is bij grotere bedrijven vaak iemand van de personeelsafdeling aanwezig.
De STAR-interviewmethode (Situatie, Taak, Actie, Resultaat) is een veelgebruikte methode voor sollicitatiegesprekken, maar ook steeds vaker voor functioneringsgesprekken. Met deze methode wil de interviewer een zo betrouwbaar mogelijk beeld te krijgen van met name het gedrag van een sollicitant.

## Belang
Een sollicitatiegesprek is voor beide partijen van groot belang. De sollicitant spreekt vaak al met de toekomstige baas of toekomstige collega's. Het bedrijf kan zien wat voor persoon er achter het curriculum vitae steekt.
Onderzoek heeft vaak uitgewezen dat in het begin van het gesprek de keuze al wordt gemaakt. Oogcontact, lichaamshouding en de eerste zinnen zijn hier waarschijnlijk doorslaggevend.
Om de kansen te vergroten, maken sommige kandidaten een sterkte-zwakteanalyse van zichzelf, zodat ze zich beter kunnen positioneren ten opzichte van andere kandidaten.

## Het gesprek
In het gesprek komen allerlei thema's aan bod. Vaak begint de interviewer over koetjes en kalfjes te praten, of begint hij met een praatje over het bedrijf zelf. Zo wordt het ijs enigszins gebroken. Vervolgens komt de kandidaat zelf aan bod. Vaak zal een deel van het gesprek over de opleiding en voorgeschiedenis van de kandidaat gaan. Daarna zal de functie zelf worden behandeld en zal worden gekeken of de kandidaat hier geschikt voor is. Ten slotte zal de kandidaat zelf de kans krijgen om vragen te stellen.
Een aantal vragen die vaak worden gesteld zijn onder andere:
- Vertel eens iets over jezelf
- Wat zijn je sterktes?
- Wat zijn je zwaktes?
- Waarom solliciteer je?
- Aan welke manier van leidinggeven geef jij de voorkeur?
- Waar zie je jezelf over vijf jaar?
- Hoe zie jij jezelf in deze functie?
- Wat heb jij bereikt in eerdere functies?
- Waarom wil je weg bij je huidige werkgever?
- Wat zeggen je collega's over je?
- Hoe ga je om met stress en mislukking?
- Welk salaris vraag je?

Zoals uit bovenstaande kan blijken komen ook strikvragen voor. Men tracht hierbij te testen of de kandidaat tegen (soms zeer onbeschofte) kritiek kan. De kunst is dan om rustig en beleefd te blijven.
Meestal zal met name het eerste gesprek een dergelijk karakter hebben. Daarna kan een tweede gesprek volgen met bijvoorbeeld toekomstige collega's of een directeur. Aan het eind van de rit volgt meestal een gesprek met een personeelsfunctionaris over arbeidsvoorwaarden, waarna een kandidaat alleen maar ja of nee hoeft te zeggen.
Meestal ligt het overwicht in een sollicitatiegesprek bij het bedrijf. De kandidaat moet immers het bedrijf overtuigen geld aan hem te betalen, hij moet zichzelf verkopen.
Sollicitatiegesprekken kunnen zowel online als offline afgenomen worden. Omdat de geïnterviewde thuis is bij een online gesprek kan dat soms leiden tot minder zenuwachtig zijn. Wel moet de sollicitant er voor zorgen dat de omstandigheden optimaal zijn. Het gaat hier om het zorgen voor een goede verbinding, goede camera en microfoon en een nette neutrale achtergrond alsmede een rustige atmosfeer zonder afleidende geluiden,

## Houding en gedrag
Voor sollicitatiegesprekken zijn vuistregels te geven met betrekking tot gedrag dat gewaardeerd wordt en gedrag dat minder gewaardeerd wordt.
Voorbeelden van positief beoordeeld gedrag:
- Zelf wat over het bedrijf weten te vertellen;
- Glimlachen en de interviewers aankijken;
- Er ontspannen maar wel geïnteresseerd bijzitten;
- De interviewers de leiding geven en bij het onderwerp blijven;
- Ruim op tijd komen, en liefst circa 5 minuten van tevoren melden;
- Zich conformeren aan de dresscode;
- De goede punten en prestaties benadrukken;
- Een ferme handdruk geven. Niemand houdt van een slap handje;
- Een notitieblok en genoeg pennen meenemen;
- Beleefd blijven. Wanneer een interviewer echt te ver gaat kan dat beter op een nette manier gezegd worden;
- Wees positief, zeg "dat wil ik graag doen";
- Aan het eind bedanken voor het gesprek.

Voorbeelden van gedrag dat men beter in een gesprek achterwege kan laten:
- Te laat komen. Dit staat erg slecht en onprofessioneel;
- De blik rond laten dwalen of nerveus met een pen o.i.d. spelen. Als je nerveus bent, zeg het dan gewoon;
- Van het onderwerp afdwalen of over politiek gaan praten;
- Te lang bij negatieve kenmerken blijven hangen;
- Boos worden;
- Negatief over een vorige werkgever praten;
- Vage, weinig concrete antwoorden geven zoals "misschien", "ik wil dat proberen";
- Antwoorden geven die een toekomstig leidinggevende in problemen kunnen brengen (tenzij dat de bedoeling is);
- Blijk geven van slechte kennis of voorbereiding ("Uw jaarwinst. Nee, ik heb uw jaarrekening niet kunnen lezen maar als u hem opstuurt doe ik dat meteen!"). Als er weinig gegevens te vinden zijn vertel dan waarom en wat heb je eraan gedaan.

## Onderwerpen die een interviewer niet mag behandelen
Een aantal onderwerpen mag door de interviewer tijdens een sollicitatiegesprek niet behandeld worden:
- Verliefd, verloofd, getrouwd: privacy;
- Seksuele geaardheid;
- Politieke voorkeur;
- Lidmaatschap van een vakbond;
- Religie en geloofsovertuiging (er zijn wel wat uitzonderingen, bijvoorbeeld bij het solliciteren bij een op religieuze basis werkende organisatie of vereniging);
- Financiële status;
- Ziektes (er zijn wel wat uitzonderingen, zo mag een bijvoorbeeld een kapper tijdens de sollicitatie vragen stellen over allergieën);
- Crimineel verleden (tenzij in een strafblad vermeld).